# Miřejovice

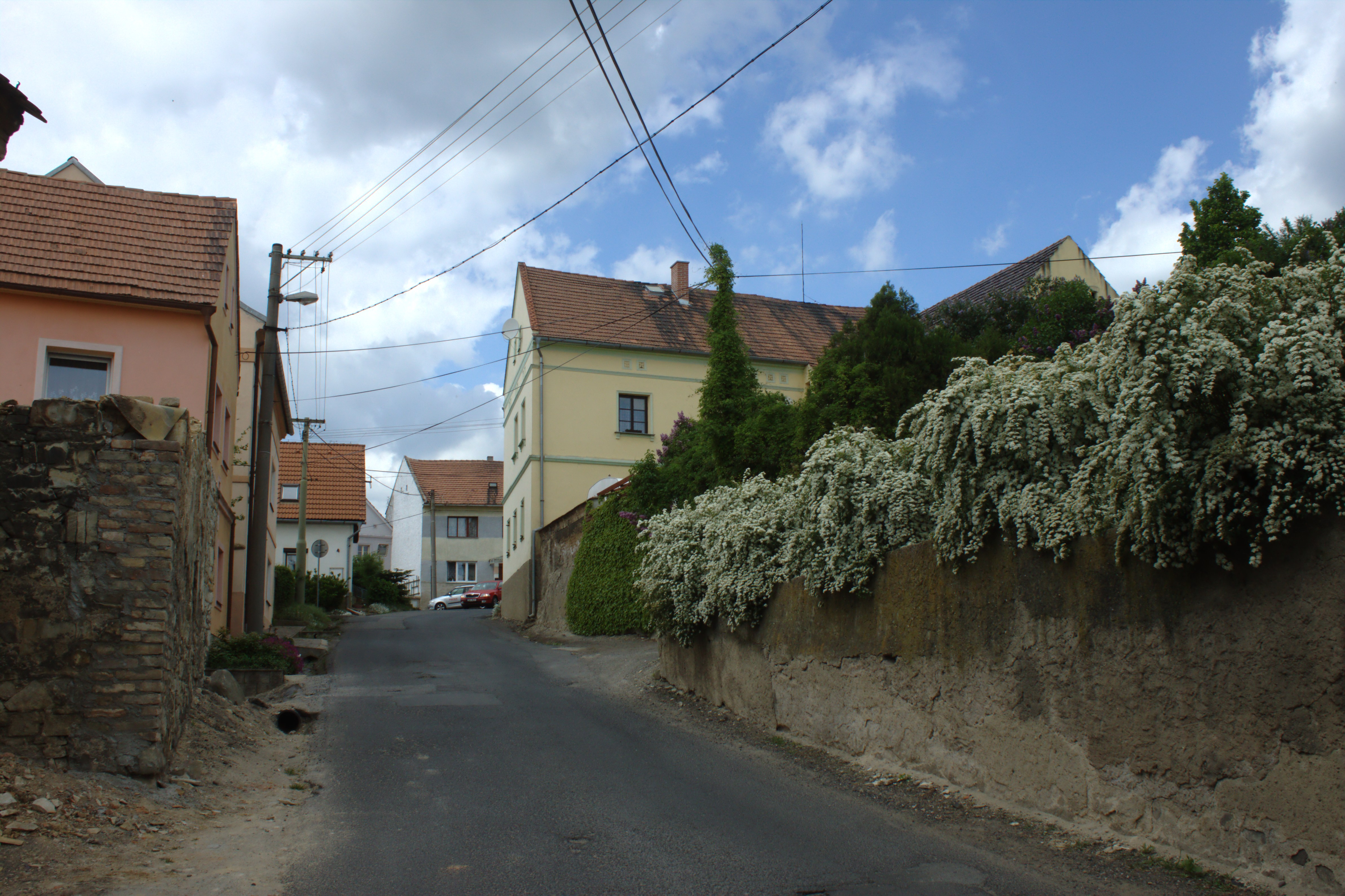
Die Hauptstraße

Miřejovice (deutsch Mirschowitz) ist eine Gemeinde in Tschechien. Sie liegt drei Kilometer nordwestlich von Litoměřice im rechtselbischen Teil des Böhmischen Mittelgebirges. Der Ort weist wegen mehrfacher Hangrutschungen eine unregelmäßige Bebauung auf.

## Geographie
Miřejovice liegt in steiler Hanglage südlich der Gebirgskette von Plešivec, Kamýk, Hradiště. Südwestlich liegt der Hügel Bidnice und im Süden schließen sich das Endlager Richard und das Armeegelände von Litoměřice an.
Nachbarorte sind Hlinná im Norden, Skalice im Nordosten, Žitenice im Osten, Pokratice und Litoměřice im Südosten, Malíč, Knobložka und Michalovice im Südwesten sowie Kamýk im Westen.

## Geschichte
Die erste urkundliche Erwähnung von Miřejovice stammt aus dem Jahre 1322. Die Bewohner des Dorfes lebten von der Land- und Forstwirtschaft. Begünstigt durch die sonnige Hanglage oberhalb von Leitmeritz dominierte dabei der Wein- und Obstbau, wobei Miřejovice insbesondere ein Zentrum des Walnussanbaus war.
Besitzer des Dorfes waren u. a. die Zajíc von Hasenburg, denen die Herren von Kamýk, Cernin von Chudenic, die Markgrafen von Baden-Baden und die Schwarzenberger folgten. Zu Beginn des 19. Jahrhunderts hatte Mirschowitz ca. 200 Einwohner und bis zur Mitte des 20. Jahrhunderts wuchs deren Zahl weiter an.
Nach dem Zweiten Weltkrieg veränderte sich das Ortsbild und der ursprüngliche ländliche Charakter ging dabei verloren. Es entstanden ortsuntypische Einfamilienhäuser anstelle der ursprünglichen Bauernhäuser und die Bauleitplanung des Ortes machte Miřejovice zu einer Stadtrandsiedlung von Litoměřice. Historische Kapellen wurden dem Verfall preisgegeben und abgerissen.